# Ministre de Protecció Social d'Irlanda
El Ministre de Protecció Social (gaèlic irlandès An tAire Coimirce Sóisialaí) és el principal ministre del Departament de Protecció Social al Govern d'Irlanda.

## Descripció
El Departament es va crear el 1947 com a Departament de Benestar Social. La seva denominació actual data del 23 de març de 2010. El Departament formula les polítiques de protecció social adequades i administra i gestiona el lliurament dels plans i serveis legals i no legals. També és responsable del lliurament d'una sèrie de programes d'assistència social i seguretat social inclosa la prestació d'atur, malaltia, maternitat, la cura, la viudetat, la jubilació i la vellesa.

## Llista dels titulars del càrrec

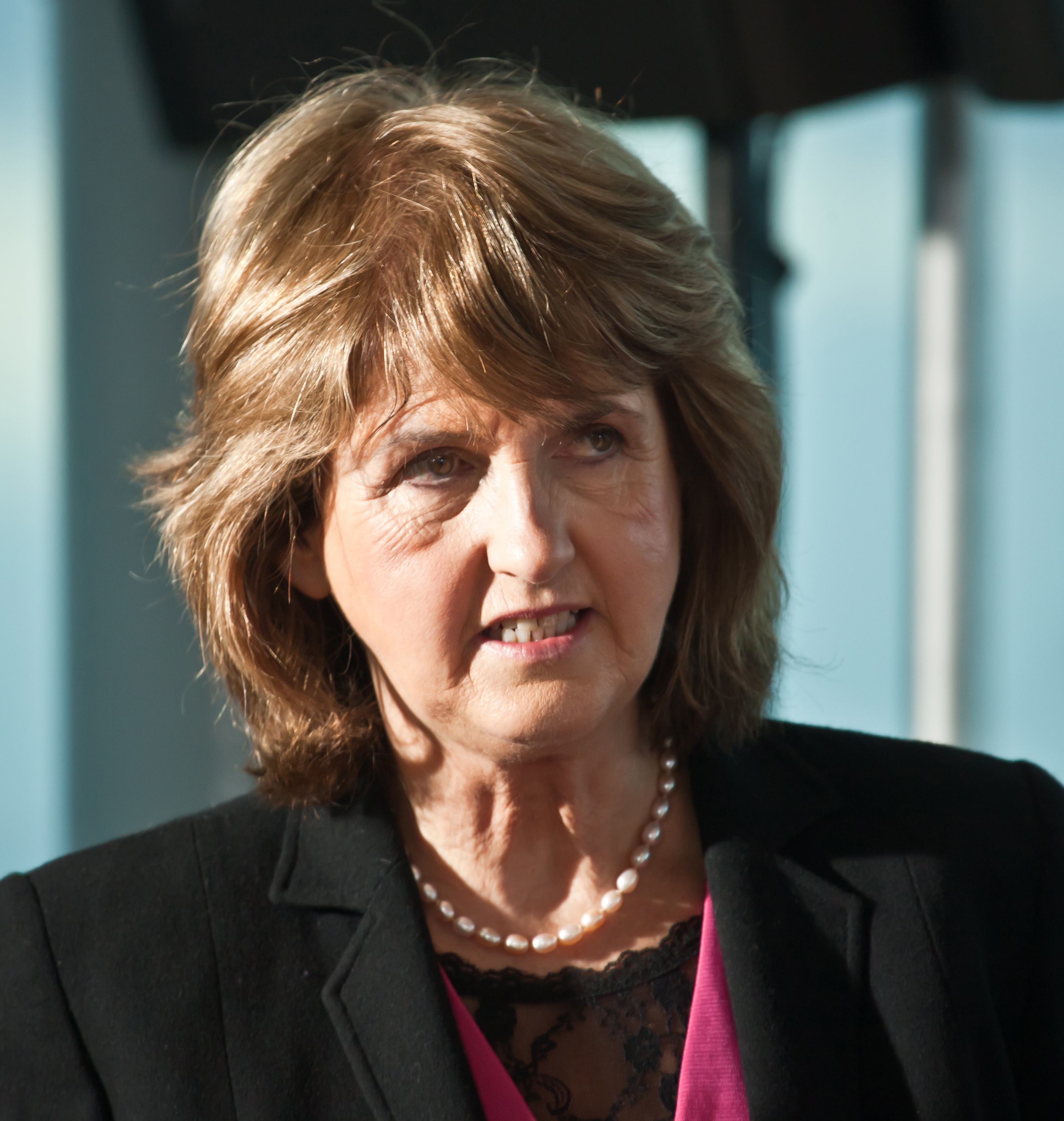
Joan Burton

| Ministre de Benestar Social 1947–1997                       |                          |                        |                        |        |                 |
| Núm.                                                        | Nom                      | Mandat                 | Mandat                 | Partit | Partit          |
| 1.                                                          | *James Ryan (1r cop)     | 22 de gener de 1947    | 18 de febrer de 1948   |        | Fianna Fáil     |
| 2.                                                          | William Norton           | 18 de febrer de 1948   | 14 de juny de 1951     |        | Labour Party    |
|                                                             | *James Ryan (2n cop)     | 14 de juny de 1951     | 2 de juny de 1954      |        | Fianna Fáil     |
| 3.                                                          | Brendan Corish (1r cop)  | 2 de juny de 1954      | 20 de març de 1957     |        | Labour Party    |
| 4.                                                          | Paddy Smith              | 20 de març de 1957     | 27 de novembre de 1957 |        | Fianna Fáil     |
| 5.                                                          | *Seán MacEntee           | 27 de novembre de 1957 | 12 d'octubre de 1961   |        | Fianna Fáil     |
| 6.                                                          | Kevin Boland (1r cop)    | 12 d'octubre de 1961   | 16 de novembre de 1966 |        | Fianna Fáil     |
| 7.                                                          | Joseph Brennan (1r cop)  | 16 de novembre de 1966 | 2 de juliol de 1969    |        | Fianna Fáil     |
|                                                             | Kevin Boland (2n cop)    | 2 de juliol de 1969    | 6 de maig de 1970      |        | Fianna Fáil     |
|                                                             | Joseph Brennan (2n cop)  | 6 de maig de 1970      | 14 de març de 1973     |        | Fianna Fáil     |
|                                                             | *Brendan Corish (2n cop) | 14 de març de 1973     | 5 de juliol de 1977    |        | Labour Party    |
| 8.                                                          | *Charles Haughey         | 5 de juliol de 1977    | 12 de desembre de 1979 |        | Fianna Fáil     |
| 9.                                                          | *Michael Woods (1r cop)  | 12 de desembre de 1979 | 30 de juny de 1981     |        | Fianna Fáil     |
| 10.                                                         | *Eileen Desmond          | 30 de juny de 1981     | 9 de març de 1982      |        | Labour Party    |
|                                                             | *Michael Woods (2n cop)  | 9 de març de 1982      | 14 de desembre de 1982 |        | Fianna Fáil     |
| 11.                                                         | *Barry Desmond           | 14 de desembre de 1982 | 14 de febrer de 1986   |        | Labour Party    |
| 12.                                                         | Gemma Hussey             | 14 de febrer de 1986   | 10 de març de 1987     |        | Fine Gael       |
|                                                             | Michael Woods (3r cop)   | 10 de març de 1987     | 13 de novembre de 1991 |        | Fianna Fáil     |
| 13.                                                         | Brendan Daly             | 13 de novembre de 1991 | 11 de febrer de 1992   |        | Fianna Fáil     |
| 14.                                                         | Charlie McCreevy         | 11 de febrer de 1992   | 12 de gener de 1993    |        | Fianna Fáil     |
|                                                             | *Michael Woods (4t cop)  | 12 de gener de 1993    | 15 de desembre de 1994 |        | Fianna Fáil     |
| 15.                                                         | Proinsias De Rossa       | 15 de desembre de 1994 | 26 de juny de 1997     |        | Democratic Left |
| 16.                                                         | Dermot Ahern             | 26 de juny de 1997     | 12 de juliol de 1997   |        | Fianna Fáil     |
| Ministre d'Afers Socials, Comunitaris i Familiars 1997–2002 |                          |                        |                        |        |                 |
| Núm.                                                        | Nom                      | Mandat                 | Mandat                 | Partit | Partit          |
|                                                             | Dermot Ahern             | 12 de juliol de 1997   | 17 de juny de 2002     |        | Fianna Fáil     |
| Ministre d'Afers Socials i Familiars 2002–2010              |                          |                        |                        |        |                 |
| Núm.                                                        | Nom                      | Mandat                 | Mandat                 | Partit | Partit          |
| 17.                                                         | Mary Coughlan            | 17 de juny de 2002     | 29 de setembre de 2004 |        | Fianna Fáil     |
| 18.                                                         | Séamus Brennan           | 29 de setembre de 2004 | 14 de juny de 2007     |        | Fianna Fáil     |
| 19.                                                         | Martin Cullen            | 14 de juny de 2007     | 7 de maig de 2008      |        | Fianna Fáil     |
| 20.                                                         | Mary Hanafin             | 7 de maig de 2008      | 23 de març de 2010     |        | Fianna Fáil     |
| Ministre de Protecció Social 2010–2017                      |                          |                        |                        |        |                 |
| Núm.                                                        | Nom                      | Mandat                 | Mandat                 | Partit | Partit          |
| 21.                                                         | Éamon Ó Cuív             | 23 de març de 2010     | 9 de març de 2011      |        | Fianna Fáil     |
| 22.                                                         | Joan Burton              | 9 de març de 2011      | 6 maig 2016            |        | Labour Party    |
| 23                                                          | Leo Varadkar             | 6 maig 2016            | 14 juny 2017           |        | Fine Gael       |
| 24                                                          | Regina Doherty           | 14 juny 2017           | 2 setembre 2017        |        | Fine Gael       |
| Ministre de Treball i Protecció Social (2017–2020)          |                          |                        |                        |        |                 |
| Núm.                                                        | Nom                      | Mandat                 | Mandat                 | Partit | Partit          |
|                                                             | Regina Doherty           | 2 setembre 2017        | 27 juny 2020           |        | Fine Gael       |
| 25                                                          | Heather Humphreys        | 27 juny 2020           | 21 octubre 2020        |        | Fine Gael       |
| Ministre de Protecció Social 2020–present                   |                          |                        |                        |        |                 |
| Núm.                                                        | Nom                      | Mandat                 | Mandat                 | Partit | Partit          |
|                                                             | Heather Humphreys        | 21 octubre 2020        | Incumbent              |        | Fine Gael       |

L'asterisc (*) indica aquells ministres que ocuparen simultàniament les carteres de Salut i Benestar Social.